# Fornovo San Giovanni
Fornovo San Giovanni ist eine italienische Gemeinde (comune) mit 3406 Einwohnern (Stand 31. Dezember 2023) in der Provinz Bergamo, Region Lombardei.

## Geographie
Fornovo San Giovanni liegt 20 km südlich der Provinzhauptstadt Bergamo und 40 km östlich der Metropole Mailand.
Die Nachbargemeinden sind Bariano, Caravaggio, Fara Olivana con Sola, Mozzanica und Romano di Lombardia.